# Lisio
Lisio (Lisi in piemontese) è un comune italiano di 187 abitanti della provincia di Cuneo in Piemonte.

## Geografia fisica

### Territorio
Lisio si trova in valle Mongia e il suo territorio si sviluppa interamente nella stretta valle scavata da questo torrente; il capoluogo si trova ad un'altitudine di 575 m s.l.m.
È classificato nella zona sismica 3A(sismicità bassa).

### Clima
Il comune è stato inserito nella zona climatica F ed ha un fabbisogno termico di 3028 gradi giorno. La normativa attuale non pone limiti all'accensione degli impianti di riscaldamento.

## Origini del nome
Non si conosce con certezza l'origine del toponimo Lisio, ma sono vi sono solo alcune congetture. Una di esse vede l'analogia fra il nome Lisio ed il termine comune nelle lingue indoeuropee lis, stante ad indicare qualcosa di fluido e piano. Considerando l'orografia della zona in cui si trova Lisio si pensa che potesse indicare un luogo in cui l'acqua scorre in piano, lentamente.

## Storia
Le prime notizie accertate su Lisio risalgono al periodo medioevale, con la documentazione che afferma l'appartenenza di questi territori all'impero carolingio, nella contea di Bredulo e alla diocesi di Asti.
Il territorio di Lisio venne conquistato da Bonifacio del Vasto nel 1091 e nel 1125 passò a suo figlio Anselmo, marchese di Ceva. Sotto il controllo del marchesato di Ceva il paese venne aggregato alla diocesi di Alba e venne costruito il castello, di cui oggi non rimangono che sparuti ruderi.
Essendo parte dei domini di Ceva, Lisio venne a trovarsi sotto il controllo di Asti, dei Visconti ed infine dei Savoia, che ne smantellarono il castello.
Durante il periodo sabaudo Lisio fu sottoposto prima alla provincia di Ceva, poi a quella di Mondovì. Sono documentati disordini nel 1685 durante la guerra del sale che coinvolse il monregalese, ed è riportata la presenza di una miniera di piombo, dismessa alla fine del XVII secolo.
Lisio patì, come buona parte degli insediamenti piemontesi, le conseguenze della campagna d'Italia di Napoleone Bonaparte, subendo saccheggi sia da parte delle truppe napoleoniche, sia di quelle sabaude. Non vi è comunque nota di scontri diretti fra i due eserciti.
Durante il XIX secolo e per parte del XX Lisio, come moltissimi altri paesi, subì lo spopolamento causato dall'emigrazione verso le grandi città o le Americhe, soprattutto verso l'Argentina.
Il comune venne soppresso durante il ventennio fascista venendo aggregato a Viola nel 1929. Ridivenne autonomo solo nel 1947.

### Simboli
Lo stemma comunale di Lisio è descritto come inquartato di rosso e d'azzurro, alla lettera "L" corsiva in cuore, sul tutto. Ornamenti esteriori da comune.

## Monumenti e luoghi d'interesse
- Chiesa parrocchiale: risalente al XVII secolo, venne ampliata fra il 1790 e il 1791. A metà '800 venne dotata dell'attuale facciata neoclassica. Interessanti sono le decorazioni ad opera del pittore Andrea Vinaj, il pulpito e due statue lignee della devozione mariana
- Cappella di Santa Caterina: risalente al XVII secolo ed antica sede di una confraternita
- Cappella di San Sebastiano: vi sono conservati dipinti del XVI secolo.

- Castello: costruito durante la dominazione di Ceva, venne smantellato dai Savoia. Ne restano solo poche tracce, sostanzialmente riconducibili a parte delle mura di cinta, inglobate in un altro edificio

## Società

### Evoluzione demografica
Abitanti censiti

## Amministrazione
| Periodo           | Periodo        | Primo cittadino | Partito                         | Carica  | Note |
| ----------------- | -------------- | --------------- | ------------------------------- | ------- | ---- |
| 19 settembre 1987 | 9 giugno 1990  | Giulio Bozzolo  | Democrazia Cristiana            | Sindaco |      |
| 9 giugno 1990     | 24 aprile 1995 | Giulio Bozzolo  | Democrazia Cristiana            | Sindaco |      |
| 24 aprile 1995    | 14 giugno 1999 | Carlo Maestro   | Lista civica di centro-sinistra | Sindaco |      |
| 14 giugno 1999    | 14 giugno 2004 | Carlo Maestro   | Indipendente                    | Sindaco |      |
| 14 giugno 2004    | 8 giugno 2009  | Aldo Bracco     | Lista civica                    | Sindaco |      |
| 8 giugno 2009     | 26 maggio 2014 | Aldo Bracco     | Lista civica                    | Sindaco |      |
| 26 maggio 2014    | 27 maggio 2019 | Marco Lombardi  | Lista civica                    | Sindaco |      |
| 27 maggio 2019    | in carica      | Stefano Rossi   | Lista civica                    | Sindaco |      |

Dati del Ministero dell'Interno.

### Altre informazioni amministrative
Lisio faceva parte della comunità montana Alto Tanaro Cebano Monregalese.